# Рововац
Часопис „Рововац“ је рукописни лист настао на Рововској коси Солунског фронта.
Уредник часописа се потписивао псеудонимом Станислав-ов, а касније је утврђено да је у питању Станислав Краков, књижевник. Упркос томе што је часопис настајао близу бојног поља није био испуњен родољубивим садржајем као већина периодике тог доба него је био пун сатире и антиратног хумора. Часопис су чиниле песме, текстови, стрипови, карикатуре, пародије на огласе које су писали војници из локалног одреда. Децембра 1916. часопис је нередовно изашао 4 пута и након тога је престао са радом.